# Benjamin Dale
Benjamin James Dale (17 de julio de 1885 – 30 de julio de 1943) fue un compositor y académico inglés que tuvo una larga asociación con la Royal Academy of Music . Dale mostró talento para la composición desde una edad temprana y pasó a escribir un corpus de obras pequeño pero notable. Su composición más conocida es probablemente la Sonata para piano en re menor a gran escala, que comenzó cuando aún era estudiante en la Royal Academy of Music, que se comunica en un potente estilo romántico tardío. Christopher Foreman ha propuesto una revaluación integral de la música de Benjamin Dale. Dale se casó con una de sus alumnas, la pianista y compositora Kathleen Richards en 1921.

## Biografía
Benjamin Dale nació en Upper Holloway, Islington, Londres, de padres Charles James Dale, alfarero de Staffordshire, y Frances Anne Hallett, hija de un fabricante de muebles de Clerkenwell. Su padre fue director de la Denby Pottery Company y gerente en Londres de James Bourne & Son, tras trasladarse primero a Derbyshire y luego a Londres. También fue un músico aficionado autodidacta pero entusiasta, organista de iglesia y compositor de melodías de himnos metodistas que impulsó la Asociación Coral de Finsbury y fundó el Metropolitan College of Music de Holloway, que más tarde se convertiría en el London College of Music. La Finsbury Choral Association atrajo a compositores como Sullivan y Stanford para que dirigieran sus obras corales.
Benjamín era el menor de siete hijos. Uno de sus hermanos fue Henry Hallett Dale, futuro fisiólogo ganador del Premio Nobel y presidente de la Royal Society (además de aislar y describir la histamina y la acetilcolina, ayudó a descubrir mecanismos importantes de los sistemas inmunológico y nervioso que transformarían la comprensión contemporánea de anafilaxia, alergia e inmunidad ). Aunque diez años mayor que Benjamin, Henry siempre se mantuvo cerca de su hermano menor y, al igual que su padre, ambos hombres tenían reputación de ser afables y accesibles, independientemente de su posición y fama.
A pesar de tener un historial académico mixto, Dale ya era un hábil organista y había escrito un pequeño número de composiciones a la edad de 14 años, incluyendo una obertura de concierto llamada Horatius que se inspiró en Macaulay. La obertura se interpretó en las Portman Rooms de Baker Street el 10 de mayo de 1900, y el padre de Dale la orquestó. Fue recompensado con una crítica favorable en The Musical Times. A los 15 años, Benjamin abandonó la escuela para asistir a la Royal Academy of Music (RAM). Comenzó a trabajar en la RAM en septiembre de 1900, el mismo día que su colega, el pianista y compositor Arnold Bax, que se convertiría en su amigo de toda la vida. Allí coincidió con el concertista de piano y compositor York Bowen, un amigo de la infancia del patio de recreo, que también fue muy amigo de Dale durante el resto de su vida. Como los demás, Dale cursó estudios de composición con Frederick Corder, partidario de Wagner y biógrafo de Liszt, que encarnaba el ambiente musical progresista de la RAM bajo la dirección de Alexander Mackenzie (a diferencia del Royal College of Music, más tradicional, donde la composición era competencia de Stanford).

### Primeras composiciones
Mientras estudiaba en la RAM, Dale trabajó en varias composiciones, incluido el primer movimiento de un trío para piano, una sonata completa para órgano, dos oberturas de concierto (una inspirada en La tempestad de Shakespeare), el Concertstück para órgano y orquesta y su primera obra publicada., la Sonata para piano en re menor. La sonata se extendió a sesenta páginas, lo que generó problemas en la publicación, y la Sociedad de Compositores Británicos fue fundada por un grupo de compositores que incluía a Frederick Corder, John Blackwood McEwen y Tobias Matthay en la Royal Academy of Music para abordar ese y otros problemas similares. La sociedad publicó la sonata en su primera publicación a través de su sello Charles Avison, Ltd.

Compuesta entre 1902 y 1905 y dedicada a York Bowen, la sonata para piano de Dale es una obra virtuosa a gran escala en solo dos movimientos, el segundo de los cuales combina el movimiento lento, el scherzo y el final en un conjunto de variaciones, una forma aparentemente influenciada por Tchaikovsky. Trío con piano. Los comentaristas han percibido varias otras influencias y ecos dentro de esta obra ecléctica, incluida la Sonata en si menor de Liszt, la Fantasía en do de Schumann, el Islamey de Balakirev, la primera sonata para piano de Glazunov y el Liebestod de Wagner. En opinión de Francis Pott, "el arpegio arremolinado y la rica variedad de gestos implican un intento de paralelo pianístico con la orquestación wagneriana y straussiana, llevando así la ilusión de la transcripción sinfónica a nuevos lugares". Según Lisa Hardy, autora de un extenso estudio de las sonatas para piano británicas,
"Dale's sonata was the first outstanding British piano sonata. Its harmonic language avoided the clichés of the Beethoven-Brahms style and utilized the resources of Straussian and Wagnerian chromaticism to an unprecedented level. In a sense, however, it marked the end of an era, as this was as far as late romantic harmonies could be taken".
En la década de 1920, la sonata de Dale había perdido favor a pesar de estar incluida en el repertorio de concertistas como York Bowen, Myra Hess, Benno Moiseiwitsch, Irene Scharrer y Moura Lympany. Sin embargo, la obra ha recibido recientemente el apoyo en CD de Peter Jacobs (en Continuum, 1992), Mark Bebbington (SOMM, 2010) y Danny Driver (Hyperion, 2011), lo que ha contribuido a despertar un reciente resurgimiento del interés por la música de Dale. Lo más probable es que siga siendo la pieza musical por la que Dale es más conocido hoy en día.
El siguiente trabajo publicado de Dale fue su Suite de tres movimientos para viola y piano —otra sonata en todo menos en el nombre— que data de 1906, la primera de una serie de composiciones escritas expresamente para el violista y profesor de RAM Lionel Tertis .  Esta ambiciosa obra amplió los límites de la técnica de la viola en ese momento y sigue siendo un desafío incluso hoy en día: Tertis la tocaba con frecuencia con Bowen al piano o en un arreglo posterior de los dos últimos movimientos con acompañamiento orquestal (interpretado por primera vez en una Royal Philharmonic de 1911). Society concert bajo la dirección de Nikisch ), que había animado a Dale a producir. La Suite fue seguida por la Fantasía para viola y piano (fechada en 1910) y una Introducción y Andante (1911) para la combinación inusual de seis violas con partituras independientes, escritas para la interpretación de los alumnos de Tertis (uno de los cuales resultó ser Eric Coates ). Un CD de música de cámara para viola de Dale está disponible en Dutton Epoch .
En ese momento, Dale se había establecido como un exitoso compositor y maestro, habiendo sido nombrado Profesor de Armonía en la RAM en 1909. En 1912, Henry Wood dirigió el Concertstück de Dale para órgano y orquesta en los Proms, con Frederick Kiddle al órgano en lo que probablemente fue su última actuación hasta la fecha. Wood era un admirador de la música de Dale y describió sus voces una vez populares y la configuración orquestal de Before the Paling of the Stars de Christina Rossetti (compuesta en 1912) como "una joya coral".

### Últimos años
El estallido de la Primera Guerra Mundial sorprendió a Dale viajando al Festival de Bayreuth en uno de sus viajes de vacaciones a Alemania. Mientras estaba bajo libertad condicional en Núremberg como un enemigo extraterrestre, Dale escribió tres canciones (incluidas dos partes de canciones), sus primeras composiciones nuevas desde 1912. En noviembre, Dale fue internado en el campo de internamiento civil en Ruhleben, cerca de Berlín, junto con varios otros músicos destacados, incluido el compositor y profesor de RAM, Frederick Keel, que estaba en el mismo cuartel. Dale participó en las actividades de la Sociedad Musical Ruhleben, formada en 1915 a raíz de un primer invierno fangoso. En particular, unió fuerzas con el canadiense Ernest MacMillan (que luego se convertiría en el director de la Orquesta Sinfónica de Toronto ), quien dio conferencias sobre cada una de las nueve sinfonías de Beethoven: al final de cada conferencia, MacMillan y Dale interpretarían un cuatro arreglo para piano a mano de la sinfonía en discusión. Dale también fue uno de los músicos que ayudó a MacMillan a recrear la partitura de El Mikado de memoria para una actuación completa en el campamento. En 1918, Dale fue liberado temprano de Ruhleben después de romperse el brazo y se le permitió quedarse en una granja en los Países Bajos durante todo el tiempo.
Despite his health deteriorating after the war, Dale was still able to travel the globe and take exams for the Associated Board of the Royal Schools of Music in Australia and New Zealand. After returning to composition, he was appointed Warden of the Royal Academy of Music and later a professor of harmony. He also served on the Music Advisory Panel for the BBC. After the war, Dale wrote a number of chamber works for violin for Dutton Epoch, including a sizable Violin Sonata (1921–22). In 1923, an anthem called A Song of Praise was composed. His orchestral composition The Flowing Tide from 1943, which blends Romanticism and Debussian Impressionism, was his final significant piece. The Flowing Tide was performed by the BBC Symphony Orchestra under the direction of Vernon Handley in 2002, presumably for the first time since Adrian Boult conducted the piece's 1943 premiere, and it was broadcast in its entirety on BBC Radio 3. Christopher Foreman praised the performance as a "major British orchestral masterpiece" in his in-depth analysis of the occasion.
Dale murió en julio de 1943 en Londres, a los 58 años, colapsando después de haber realizado un ensayo para el estreno de The Flowing Tide .

## Trabajos seleccionados
Orquestal
- Horacio, Obertura (1899)
- Obertura para orquesta (1900)
- La Tempestad, Obertura de la obra de Shakespeare (1902)
- Concertstück (Pieza de concierto) para órgano y orquesta (1904)
- Obertura de concierto en sol menor (1904)
- Danza Inglesa para pequeña orquesta (1919); arreglo del original (1916) para octeto de cuerdas, también arreglado para violín y piano, op. 10, N.º 1 [ver más abajo]
- Prunella para pequeña orquesta (1923); arreglo del original (1916) para violín y piano [ver más abajo]
- A Holiday Tune para pequeña orquesta (1925); arreglo del original (1920) para violín y piano [ver más abajo]
- La marea que fluye, poema tonal (1924-1943)

Cámara
- Piano Trio in D minor - 1er movimiento solamente (realizado en 1902)
- Danza inglesa para 4 violines, 2 violas y 2 violonchelos (1916); originalmente destinado a presentar el Acto 3 de El caballero del mortero ardiente de Beaumont

Violín
- Danza inglesa para violín y piano, op. 10, núm. 1 (1916); originalmente titulado Country Dance
- Prunella para violín y piano, op. 10, N° 2 (1916); originalmente pensado como un Intermezzo para la obra del mismo nombre de Laurence Housman y Harley Granville-Barker
- A Holiday Tune para violín y piano, op. 10, núm. 3 (1920)
- Sonata en mi mayor para violín y piano, op. 11 (1921-1922)
- Balada en do menor para violín y piano, op. 15 (1926)

Coral
- Tres villancicos navideños, op. 6 (1911)
- Before the Paling of the Stars para coro y orquesta, op. 7 (1912); escenario de un himno navideño de Christina Rossetti
- A Song of Praise, Himno de festival para solistas, coro y orquesta, op. 12 (1923); palabras de Reginald Heber ; compuesta para el 269.º festival anual de los Hijos del Clero
- Rosa Mística, Carol para voces mixtas con tenor solo (1925); las palabras de la antología medieval recopiladas por Mary Segar

## Grabaciones
- Música completa para violín y piano : Sonata en mi mayor, Op.11, Danza inglesa, Prunella, Melodía navideña, Balada, Op.15. Época Dutton CDLX7157 (2006)
- Música para viola y piano : Suite, Op.2, Fantasía, Op.4, y dos piezas para piano ( Impromptu y Prunella ). Etcétera KTC 1105 (1991)
- Música para viola : Suite, Op.2, Fantasía, Op.4, Introducción y Andante para seis violas, Op.5, Danza inglesa (arreglo. York Bowen). Época Dutton CDLX7204 (2008)
- Sonata para piano en re menor
  - Mark Bebbington. SOMM CD 097 (2010)
  - Dany Driver. Hiperión CDA67827 (2011)
  - Pedro Jacobs . Continuum CCD1044 (1991) (más Night Fancies y Prunella )
- La Viola Romántica : Suite, Op.2, Fantasía, Op.4, Introducción y Andante para Seis Violas, Op.5. Naxos 8.573167 (2013)